# Jean-Paul Adam Schramm

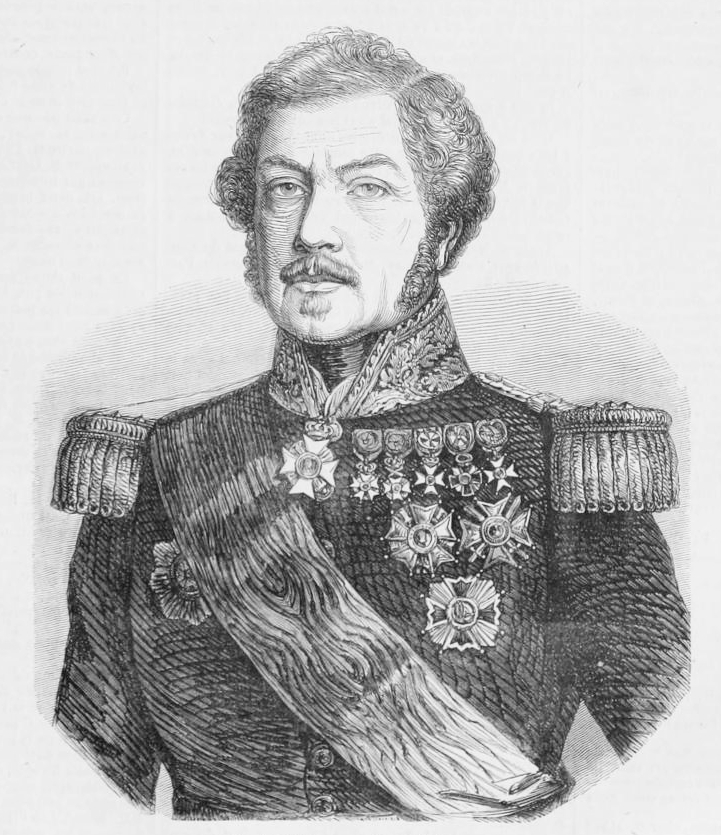
Jean Paul Adam Schramm

Jean-Paul Adam Schramm (* 1. Dezember 1789 in Arras; † 25. Februar 1884 in Paris) war ein französischer Général de division der Infanterie und Kriegsminister (1850/51).

## Leben
Schramm war ein Sohn von General Jean Adam Schramm (1760–1826). Auf Wunsch seines Vaters trat Schramm am 19. Oktober 1799 als Kadett in die Armee ein.
Er konnte sich schon bald durch Tapferkeit auszeichnen und wurde 1805 als Lieutenant einem Infanterieregiment unter Führung von Marschall Charles Nicolas Oudinot zugeteilt. Unter dessen Führung nahm Schramm noch im selben Jahr am Krieg gegen Österreich teil.
Schramm kämpfte bei Wertingen (8. Oktober 1805), Ulm (8./20. Oktober 1805), Amstetten (5. November 1805) und Hollabrunn (16. November 1805). Nach der Schlacht bei Austerlitz (2. Dezember 1805) wurde ihm von Napoleon persönlich das Kreuz der Ehrenlegion überreicht.
Während der Feldzüge 1806 und 1807 fungierte Schramm als Aide-de-camp seines Vaters in dessen Stab. Er nahm an der Schlacht von Jena und Auerstedt (14. Oktober 1806) teil und war mit einem eigenen Kommando an der Belagerung von Danzig (→Republik Danzig) beteiligt.
Nach dem Frieden von Tilsit (7./9. Juli 1807) kehrte Schramm nach Frankreich zurück. Nach weiteren Beförderungen wurde er 1808, nach dem „Dos de Mayo“, in den Stab von Joachim Murat nach Spanien versetzt, um dort am Napoleonischen Krieg teilzunehmen. Er war an der Belagerung von Saragossa (Juni/August 1808) beteiligt und half mit, die Besetzung Madrids zu organisieren.
1809 kämpfte Schramm vor Aspern (21./22. Mai 1809) und Wagram (5./6. Juli 1809). Weitere Schlachten, an denen Schramm beteiligt war, waren bei Großgörschen (2. Mai 1813) und bei Dresden (26./27. August 1813).
Als Schramm nach dem Vertrag von Fontainebleau (11. April 1814) wieder nach Frankreich zurückkehren konnte, blieb er ohne weiteren Auftrag; deshalb versuchte er mit diplomatischen Aufgaben zu reüssieren. Aber erst nach dem diplomatischen Zwischenfall in Algerien (→Schlag mit dem Fliegenwedel) von Dey Hussein und dem folgenden Feldzug Frankreichs nach Algerien wurde Schamm zum Militärgouverneur von Algier berufen.
Als sich nach der Julirevolution von 1830 König Louis-Philippe I. etabliert hatte (→Julimonarchie), bedankte er sich bei General Schramm mit dessen Ernennung zum Staatsrat für dessen Hilfe. Schramm hatte die nächsten Jahre verschiedene politische Ämter inne. Den Höhepunkt seiner Karriere erreichte Schramm am 22. Oktober 1850, als Napoleon III. (→Zweite Französische Republik) ihn – nach dem Rücktritt von Alphonse Henri d’Hautpoul – zum Kriegsminister Frankreichs berief. Er hatte dieses Amt bis zum 9. Januar 1851 inne und wurde von Auguste Regnaud de Saint-Jean d’Angely abgelöst.
Im Laufe der nächsten Jahre legte Jean-Paul Adam Schramm alle seine Ämter und Aufgaben nieder und zog sich ins Privatleben zurück. Ab 1873 (dem Tod Ségurs) war er der letzte noch lebende Mensch, der auf dem Triumphbogen (siehe unten) geehrt wurde. Er starb im Alter von 94 Jahren am 25. Februar 1884 in Paris und fand dort auch seine letzte Ruhestätte.

## Ehrungen
- 1805 Chevalier der Ehrenlegion
- 14. Mai 1813 Offizier der Ehrenlegion
- 14. Mai 1813 Baron de l’Émpire
- 1840 Großkreuz der Ehrenlegion
- Comte de l’Émpire.
- Sein Name findet sich am östlichen Pfeiler (19. Spalte) des Triumphbogens am Place Charles-de-Gaulle (Paris).